# Oleksandr Dolhopolow
Oleksandr Oleksandrowytsch Dolhopolow (ukrainisch Олександр Олександрович Долгополов, englisch Alexandr Dolgopolov, wiss. Transliteration Oleksandr Oleksandrovyč Dolhopolov; * 7. November 1988 in Kiew, Ukrainische SSR, Sowjetunion) ist ein ehemaliger ukrainischer Tennisspieler.

## Karriere

### Bis 2005: Werdegang und Juniorenkarriere
Oleksandr Dolhopolow wurde als Sohn sportlicher Eltern geboren. Seine Mutter Elena war Leichtathletin, sein Vater Oleksandr Dolhopolow Sr. spielte für die Sowjetunion Tennis und kam 1986 bis auf Platz 504 der Tennisweltrangliste. Der Vater war es auch, der Oleksandr im Alter von drei Jahren das Tennisspielen beibrachte und ihn bis 2008 trainierte. Da sein Vater lange Zeit Trainer des Top-10-Spielers Andrij Medwedjew war, lernte sein Sohn früh die Welt des Profitennis kennen; er spielte als Kind mit damaligen Topspielern wie Andre Agassi oder Boris Becker.
Dolhopolows größter Erfolg als Junior war der Einzug ins Viertelfinale bei den French Open 2005. Zudem erreichte er bei mehreren kleineren Juniorenturnieren das Finale, sodass er in der Junioren-Weltrangliste bis auf Platz 21 kletterte. Ab Oktober 2005 spielte er dann Future-Turniere bei den Erwachsenen.

### 2006: Future-Turniersiege und ATP-Debüt
Bereits 2006, im Alter von 17 Jahren, gewann er fünf Future-Turniere in Ägypten, der Ukraine, Belarus sowie Italien und verbesserte sich so in die Top 400 der Weltrangliste. Im August 2006 nahm er erstmals an einem Challenger-Turnier teil, im September 2006 qualifizierte er sich in Bukarest für sein erstes ATP-Turnier. Er verlor dort in der ersten Runde gegen Christophe Rochus. Trotzdem wurde er eine Woche später erstmals in die ukrainische Davis-Cup-Mannschaft berufen. Gegen Andy Murray war er jedoch chancenlos – er konnte die 2:3-Niederlage gegen Großbritannien nicht verhindern.

### 2007–2009: Erfolge auf der Challenger Tour
Im Januar 2007 nahm Dolhopolow bei den Australian Open erstmals an der Qualifikation eines Grand-Slam-Turniers teil, scheiterte jedoch bereits in der ersten Runde. Dafür schaffte er in Pörtschach zum zweiten Mal die Qualifikation für ein ATP-Turnier, verlor aber in Runde eins gegen Luis Horna. Im Juni 2007 folgte dann in Sassuolo der erste Titel bei einem Challenger-Turnier, so dass er sich im Ranking auf Platz 177 verbesserte.
In den folgenden zwölf Monaten verbuchte Dolhopolow kaum Erfolge, so dass er im August 2008 auf Rang 470 abrutschte. Im September 2008 stoppte er den Abwärtstrend, als er sich beim Challenger-Turnier von Trnava für das Hauptfeld qualifizierte und ins Halbfinale kam.
Im Juli 2009 begann dann eine Erfolgsserie. Nach einer Halbfinalteilnahme beim Challenger-Turnier in Posen gewann er innerhalb von zwei Monaten drei Challenger-Turniere (Orbetello, Como und Trnava). Im Oktober folgte dann in Sankt Petersburg gegen Robby Ginepri der erste Matchgewinn auf der ATP World Tour. Dolhopolow beendete das Jahr auf Weltranglistenplatz 131.

### 2010: Vorstoß in die Top 100
Der Erfolg setzte sich im Jahr 2010 fort. Nach einer Achtelfinalteilnahme beim ATP-Turnier von Brisbane kam Dolhopolow im Februar 2010 beim Challenger-Turnier von Tanger ins Finale und eine Woche später gewann er in Meknès den Titel, wodurch er erstmals unter den Top 100 der Weltrangliste rangierte. Von nun an spielte er regelmäßig ATP-Turniere und traf dabei beim Masters-Turnier von Madrid nach einem Erstrundensieg über Andreas Seppi in der zweiten Runde auf den Sandplatzkönig Rafael Nadal, gegen den er ein ordentliches Spiel ablieferte. Diese Leistung bestätigte er bei den French Open, als er gleich bei seinem ersten Grand-Slam-Turnier in die dritte Runde vorstieß. Dabei besiegte er in einem fast vierstündigen Fünfsatzmatch den Lokalmatador Arnaud Clément und anschließend den an Position 12 gesetzten Fernando González glatt in drei Sätzen, bevor er gegen den späteren Viertelfinalisten Nicolás Almagro verlor. Einen Monat später bewies Dolhopolow in Eastbourne, dass er auch auf Rasen erfolgreich spielen kann, als er erst im Halbfinale von Michaël Llodra gestoppt wurde. Bei seinem ersten Auftritt in Wimbledon gewann er sein erstes Match gegen Marco Chiudinelli souverän in drei Sätzen und traf in der zweiten Runde auf den an Position 10 gesetzten Jo-Wilfried Tsonga. Nach dem Verlust der ersten beiden Sätze kämpfte er sich noch in einen fünften Satz, unterlag dann aber dem Favoriten nach fast vier Stunden Spielzeit. Damit erreichte Dolhopolow mit Rang 39 seine bis dahin beste Weltranglistenposition. Im August 2010 erreichte er beim Kanada Masters in Toronto nach Siegen über Philipp Petzschner und Michail Juschny das Achtelfinale, in dem er sich in drei knappen Sätzen dem Wimbledonfinalisten Tomáš Berdych geschlagen geben musste. Beim Cincinnati Masters sowie bei den US Open schied er jeweils in der ersten Runde gegen David Ferrer aus. Im Oktober 2010 besiegte er in Peking und Shanghai mit Marcos Baghdatis und Nicolás Almagro zwei Top-20-Spieler, verlor jedoch jeweils seine Zweitrundenpartie. Bei den Turnieren in Moskau und Sankt Petersburg schied er jeweils im Viertelfinale aus.

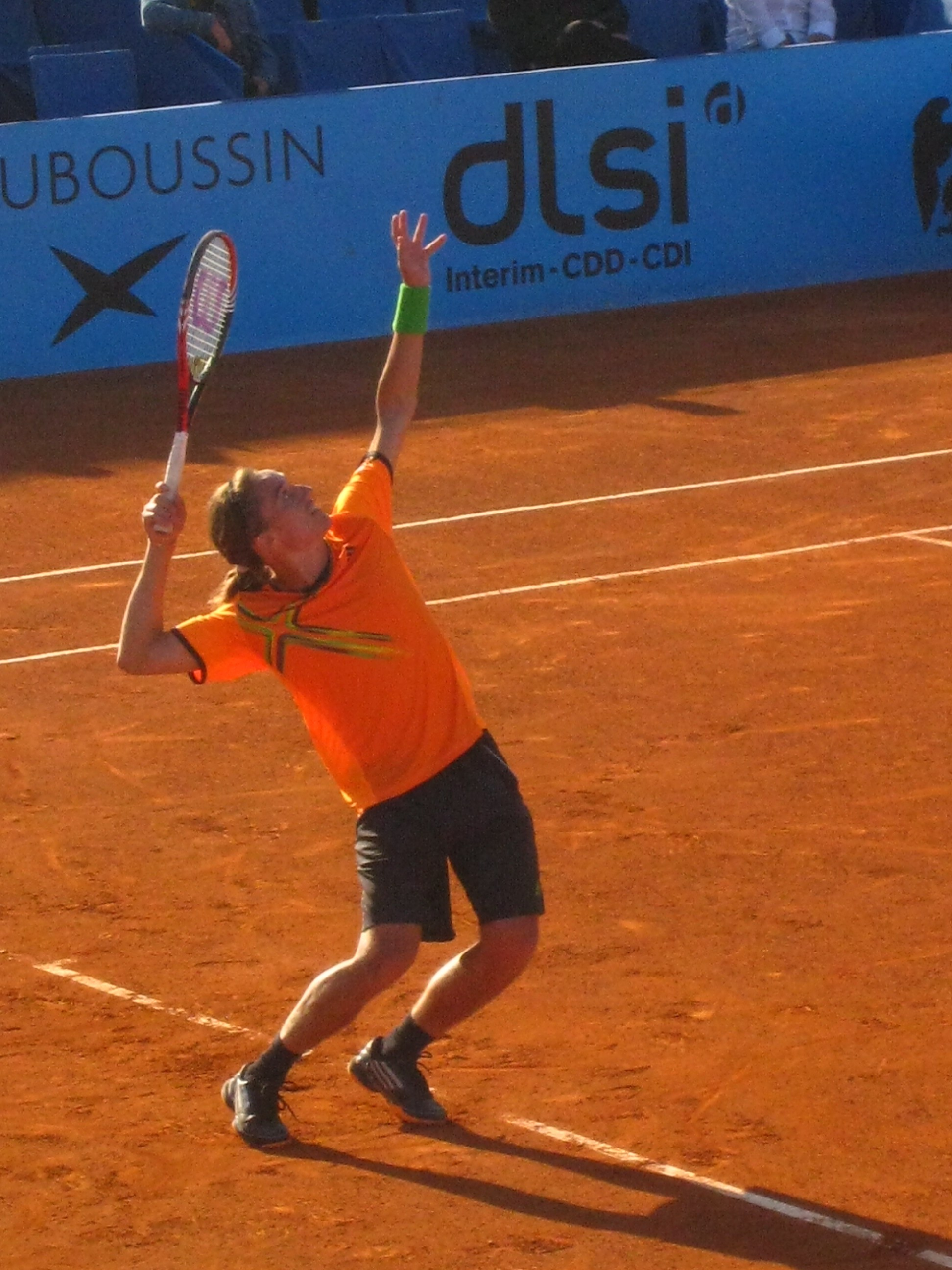
Dolgopolow beim Aufschlag

### 2011–2012: Australian-Open-Viertelfinale und erster ATP-Titel
Anfang 2011 erreichte er in Sydney durch einen Sieg über den topgesetzten Sam Querrey ein weiteres Viertelfinale, das er gegen den späteren Turniersieger Gilles Simon verlor. Bei seinem Australian-Open-Debüt traf Dolhopolow nach Siegen über Michail Kukuschkin und Benjamin Becker in der dritten Runde auf den an Position 13 gesetzten Jo-Wilfried Tsonga, gegen den er in Wimbledon in fünf Sätzen verloren hatte. Erneut wurde es ein Fünfsatzmatch, doch diesmal behielt Dolgopolow am Ende die Oberhand. Auch das nächste Match gegen den an Position 4 gesetzten Robin Söderling ging über fünf Sätze, und erneut setzte sich Dolhopolow gegen den Favoriten durch. In seinem ersten Grand-Slam-Viertelfinale gewann er gegen den späteren Finalisten Andy Murray zwar einen Satz, verlor das Match aber in vier Sätzen. Im Februar 2011 erreichte er in Costa do Sauípe erstmals in seiner Karriere ein ATP-Finale, unterlag dort jedoch in zwei Sätzen dem topgesetzten Nicolás Almagro. Zwei Wochen später erreichte er in Acapulco unter anderem durch einen Sieg über Stanislas Wawrinka das Halbfinale. Gegen den Titelverteidiger und späteren Turniersieger David Ferrer gewann er zwar den ersten Satz, verlor das Match aber in drei Sätzen. Beim Masters-Turnier in Indian Wells scheiterte Dolhopolow im Einzel in der dritten Runde an dem späteren Halbfinalisten Juan Martín del Potro. An der Seite von Xavier Malisse gelang ihm dagegen ein knapper Sieg über Roger Federer und Stanislas Wawrinka und damit sein erster ATP-Titel. Beim folgenden Masters-Turnier in Miami bezwang er in der dritten Runde in einem knappen Dreisatzmatch erneut Tsonga, ehe er im Achtelfinale gegen den Weltranglistenersten Nadal deutlich verlor. Nach mehreren Erstrundenniederlagen folgte im Mai 2011 ein Erfolg in Nizza, wo Dolhopolow im Viertelfinale den topgesetzten David Ferrer besiegte, dann jedoch im Halbfinale Victor Hănescu unterlag. Bei den French Open erreichte er wie im Vorjahr die dritte Runde, in der er gegen Viktor Troicki verlor. In Wimbledon dagegen schied er in diesem Jahr schon in der ersten Runde gegen Fernando González aus. Ende Juli 2011 gewann Dolhopolow schließlich in Umag seinen ersten ATP-Einzeltitel. Dabei besiegte er zunächst im Halbfinale den Titelverteidiger Juan Carlos Ferrero und anschließend im Finale Lokalmatador Marin Čilić. Im September 2011 erreichte er bei den US Open erstmals das Achtelfinale. Dort hatte er gegen den Weltranglistenersten und späteren Turniersieger Novak Đoković im Tie-Break des ersten Satzes mehrere Satzbälle, konnte jedoch keinen verwerten und verlor das Match schließlich glatt in drei Sätzen. Im September 2011 erreichte er in Metz ein weiteres ATP-Halbfinale, im Oktober stieß er beim Masters-Turnier in Shanghai bis ins Viertelfinale vor. Obwohl er bei den abschließenden Hallenturnieren nur eine von fünf Partien gewann, kletterte er in der Weltrangliste zum Jahresende bis auf Rang 15.
Das Jahr 2012 begann er mit dem ATP-Turnier in Brisbane. Dort zog er unter anderem durch einen Zweisatzsieg über den an Position zwei gesetzten Gilles Simon ins Finale ein, das er aber ebenso klar in zwei Sätzen gegen den Weltranglistenvierten Andy Murray verlor. Bei den Australian Open tat er sich in den ersten beiden Runden mit den deutlich niedriger platzierten Greg Jones und Tobias Kamke mit Fünfsatzsiegen schwer. Auch das Drittrundenmatch gegen Lokalmatador Bernard Tomic ging über die volle Distanz, diesmal ging Dolhopolow jedoch als Verlierer vom Platz. Auch die anderen drei Grand-Slam-Turniere verliefen wenig erfolgreich, das beste Resultat erzielte er bei den US Open, wo er gegen Wawrinka in der dritten Runde unterlag. Davor gewann er das Turnier in Washington, bei dem er im Endspiel Tommy Haas in drei Sätzen besiegte und damit seinen zweiten Karrieretitel gewann. Dolhopolow beendete das Jahr auf Weltranglistenplatz 18.

### 2013–2021 Inkonstanz, Verletzungen und Karriereende
Sowohl bei den Australian Open als auch bei den French Open schied er bereits in der ersten Runde gegen Gaël Monfils bzw. Dmitri Tursunow aus. In Wimbledon zog er ohne Satzverlust in die dritte Runde ein, wo er David Ferrer in fünf Sätzen unterlag. Beim US-Hartplatzturnier in Winston-Salem erreichte er das Halbfinale, wo er erneut gegen Monfils verlor. Bei den US Open scheiterte er in der zweiten Runde an Michail Juschny. Aufgrund der schwächeren Ergebnisse gegenüber dem Vorjahr fiel er in der Weltrangliste zurück und am Ende der Saison sogar aus den Top 50.

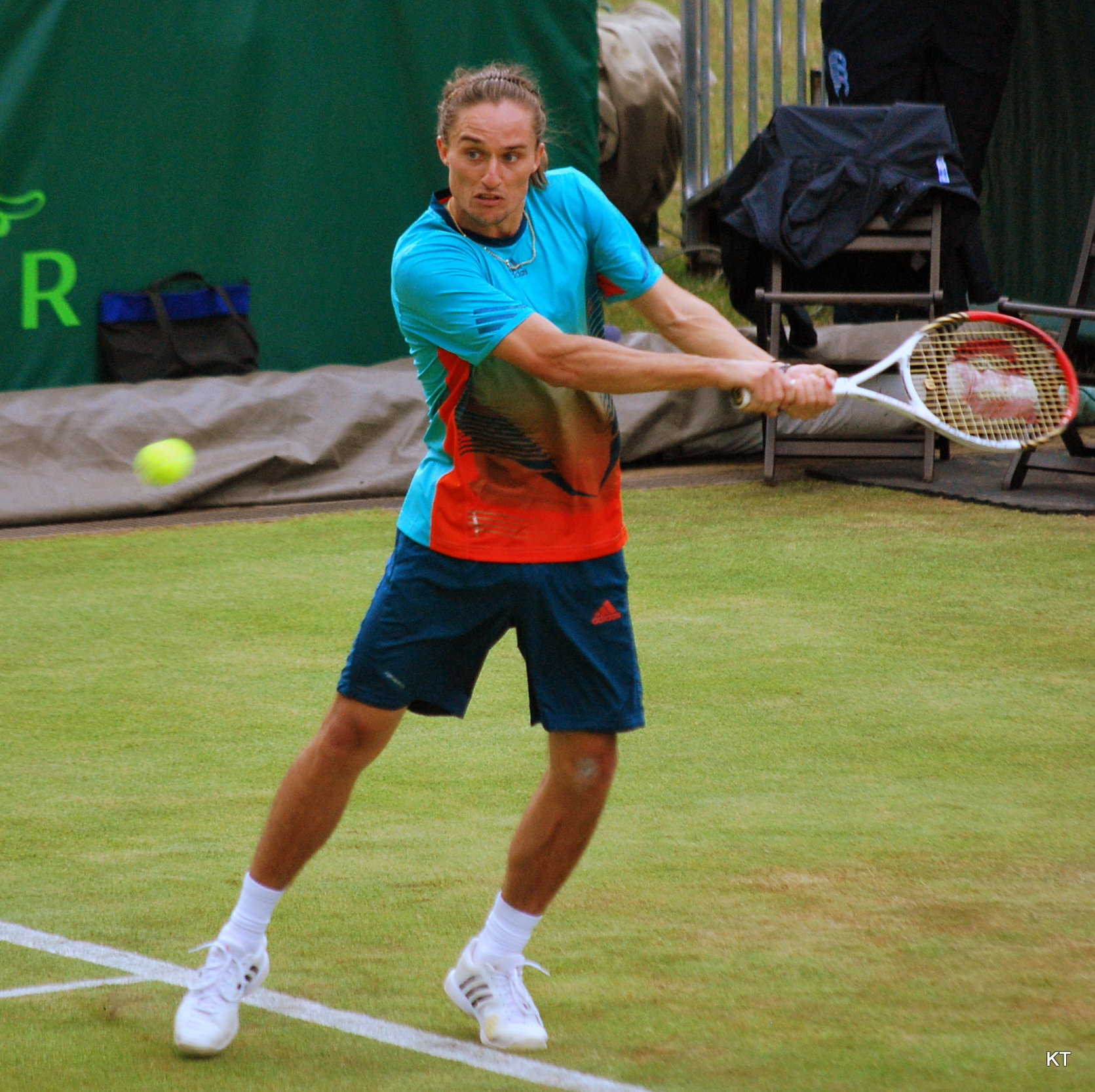
Dolgopolow mit der beidhändigen Rückhand

Die Saison 2014 begann für Dolhopolow mit einer Auftaktniederlage in Doha, bei den Australian Open unterlag er in der zweiten Runde Jérémy Chardy in vier Sätzen. Beim Turnier in Rio de Janeiro bezwang er mit Nicolás Almagro, Fabio Fognini und Ferrer nacheinander drei Spieler aus den Top 20, ehe er im Finale gegen Rafael Nadal verlor. Beim anschließenden Turnier in Acapulco erreichte er das Halbfinale. Diesen Erfolg wiederholte er beim Masters in Indian Wells. Dabei bezwang er in der dritten Runde Nadal knapp in drei Sätzen und besiegte danach Fabio Fognini und Milos Raonic, ehe er gegen Federer eine klare Niederlage kassierte. Nach dem Turnier in Hamburg unterzog er sich einer Knieoperation und verpasste daher die gesamte Hartplatzsaison in den Vereinigten Staaten einschließlich der US Open. Nach zwei Monaten Pause trat 2014 noch bei fünf weiteren Turnieren an, gewann jedoch nur ein einziges Match.
Von Anfang bis April 2015 fiel er in der Weltrangliste von Platz 23 auf Platz 71. In dieser Zeit schied er oftmals früh aus Turnieren aus, lediglich in Acapulco und Delray Beach erreichte er das Viertelfinale. Beim Wimbledon-Vorbereitungsturnier in Nottingham schied er gegen Sam Querrey im Halbfinale aus. Durch seine Halbfinalteilnahme beim Masters in Cincinnati, wo er von Novak Đoković geschlagen wurde, platzierte er sich wieder in den Top 40.
Im Jahr 2016 erreichte er ein Halbfinale in Acapulco, bei allen weiteren Turnieren schied er früher aus. Nach der Erstrundenaufgabe bei den US Open beendete Dolhopolow aufgrund einer Rückenverletzung früh die Saison. Im Februar 2017 gelang ihm in Buenos Aires der Turniersieg gegen den topgesetzten Kei Nishikori. In Båstad erreichte er das Finale, in dem er dem Spanier David Ferrer unterlag, und im Finale von Shenzhen verlor er gegen den Belgier David Goffin. Die Saison beendete er auf Platz 38 der Weltrangliste.
Am 30. April 2021 gab er sein Karriereende bekannt, nachdem er sich von einer Anfang 2018 während der Australian Open erlittenen Verletzung nicht mehr erholte.

### Davis Cup
Oleksandr Dolhopolow trat zwischen 2006 und 2017 in sieben Begegnungen für die ukrainische Davis-Cup-Mannschaft an. Von zwölf Matches gewann er sieben.

## Spielstil
Alexander Dolhopolows Spielstil wird oft als ungewöhnlich und unorthodox beschrieben. Seine Aufschlagbewegung ist extrem schnell, was es dem Gegner schwer macht, darauf zu reagieren. In seinen Grundschlägen variiert Dolhopolow zwischen druckvollen Schlägen mit viel Winkel sowie angeschnittenen Slice-Bällen, sowohl mit der Vorhand als auch mit der beidhändigen Rückhand. Sein Ziel dabei: „unvorhersehbar zu spielen und Gegner in unbequeme Situationen zu treiben“.

## Privates
Anfangs hatte Dolhopolows ein Jr. als Namenszusatz, um Verwechslungen mit seinem Vater zu vermeiden.
Dolhopolow leidet unter der Blutkrankheit Morbus Meulengracht, die sich bei ihm so bemerkbar macht, dass er sich vor allem nach längeren Flugreisen über Wochen schlapp und müde fühlt und intravenös behandelt werden muss. Nach dem russischen Überfall auf die Ukraine kehrte Dolhopolow nach der Verkündigung der allgemeinen Mobilmachung durch den Präsidenten am 24. Februar 2022 in seine Heimat zurück, um diese zu verteidigen.

## Erfolge
| Legende (Anzahl der Siege)      |
| Grand Slam                      |
| ATP World Tour Finals           |
| ATP World Tour Masters 1000 (1) |
| ATP World Tour 500 (1)          |
| ATP World Tour 250 (2)          |
| ATP Challenger Tour (5)         |

| Titel nach Belag |
| Hartplatz (2)    |
| Sand (2)         |
| Rasen (0)        |

### Einzel

#### Turniersiege

##### ATP Challenger Tour
| Nr. | Datum              | Turnier   | Belag | Finalgegner           | Ergebnis  |
| --- | ------------------ | --------- | ----- | --------------------- | --------- |
| 1.  | 10. Juni 2007      | Sassuolo  | Sand  | Héctor Ruiz Cadenas   | 6:1, 6:4  |
| 2.  | 2. August 2009     | Orbetello | Sand  | Pablo Andújar         | 6:4, 6:2  |
| 3.  | 6. September 2009  | Como      | Sand  | Juan-Martín Aranguren | 7:5, 7:65 |
| 4.  | 27. September 2009 | Trnava    | Sand  | Lamine Ouahab         | 6:2, 6:2  |
| 5.  | 28. Februar 2010   | Meknès    | Sand  | Rui Machado           | 7:5, 6:2  |

##### ATP World Tour
| Nr. | Datum            | Turnier          | Belag     | Finalgegner   | Ergebnis       |
| --- | ---------------- | ---------------- | --------- | ------------- | -------------- |
| 1.  | 31. Juli 2011    | Umag             | Sand      | Marin Čilić   | 6:4, 3:6, 6:3  |
| 2.  | 5. August 2012   | Washington, D.C. | Hartplatz | Tommy Haas    | 6:77, 6:4, 6:1 |
| 3.  | 19. Februar 2017 | Buenos Aires     | Sand      | Kei Nishikori | 7:64, 6:4      |

#### Finalteilnahmen
| Nr. | Datum            | Turnier         | Belag         | Finalgegner     | Ergebnis       |
| --- | ---------------- | --------------- | ------------- | --------------- | -------------- |
| 1.  | 12. Februar 2011 | Costa do Sauípe | Sand          | Nicolás Almagro | 3:6, 6:73      |
| 2.  | 8. Januar 2012   | Brisbane        | Hartplatz     | Andy Murray     | 1:6, 3:6       |
| 3.  | 28. Oktober 2012 | Valencia        | Hartplatz (i) | David Ferrer    | 1:6, 6:3, 4:6  |
| 4.  | 23. Februar 2014 | Rio de Janeiro  | Sand          | Rafael Nadal    | 3:6, 6:73      |
| 5.  | 23. Juli 2017    | Båstad          | Sand          | David Ferrer    | 4:6, 4:6       |
| 6.  | 1. Oktober 2017  | Shenzhen        | Hartplatz     | David Goffin    | 4:6, 7:65, 3:6 |

### Doppel

#### Turniersiege
| Nr. | Datum         | Turnier      | Belag     | Partner        | Finalgegner                 | Ergebnis          |
| --- | ------------- | ------------ | --------- | -------------- | --------------------------- | ----------------- |
| 1.  | 20. März 2011 | Indian Wells | Hartplatz | Xavier Malisse | Roger Federer Stan Wawrinka | 6:4, 6:75, [10:7] |

#### Finalteilnahmen
| Nr. | Datum           | Turnier  | Belag     | Partner       | Finalgegner             | Ergebnis  |
| --- | --------------- | -------- | --------- | ------------- | ----------------------- | --------- |
| 1.  | 11. Januar 2015 | Brisbane | Hartplatz | Kei Nishikori | Jamie Murray John Peers | 3:6, 6:74 |

## Bilanz
Einzel
| Turnier1                   | 2018 | 2017  | 2016  | 2015  | 2014  | 2013  | 2012  | 2011  | 2010  | 2009 | 2008 | 2007 | 2006 | 2005 | Gesamt  |
| -------------------------- | ---- | ----- | ----- | ----- | ----- | ----- | ----- | ----- | ----- | ---- | ---- | ---- | ---- | ---- | ------- |
| Australian Open            | 3R   | 2R    | 2R    | 1R    | 2R    | 1R    | 3R    | VF    | Q1    | Q2   | Q3   | Q1   | –    | –    | VF      |
| French Open                | –    | 2R    | –     | 1R    | 2R    | 1R    | 1R    | 3R    | R3    | –    | Q1   | Q2   | –    | –    | 3R      |
| Wimbledon                  | –    | 1R    | 2R    | 2R    | 3R    | 3R    | 2R    | 1R    | R2    | –    | –    | –    | –    | –    | 3R      |
| US Open                    | –    | AF    | 1R    | 1R    | –     | 2R    | 3R    | AF    | R1    | –    | –    | –    | –    | –    | AF      |
| Gewonnene Einzel-Titel     | 0    | 1     | 0     | 0     | 0     | 0     | 1     | 1     | 0     | 0    | 0    | 0    | 0    | 0    | 3       |
| Gesamt-Siege/-Niederlagen2 | 5:5  | 28:23 | 17:17 | 26:27 | 27:21 | 24:27 | 34:25 | 38:29 | 21:23 | 1:1  | 0:0  | 0:2  | 0:2  | 0:0  | 221:201 |
| Jahresendposition          | 260  | 38    | 62    | 36    | 23    | 57    | 18    | 15    | 48    | 131  | 309  | 226  | 269  | 1523 | N/A     |

Zeichenerklärung: S = Turniersieg; F, HF, VF, AF = Einzug ins Finale / Halbfinale / Viertelfinale / Achtelfinale; 1R, 2R, 3R = Ausscheiden in der 1. / 2. / 3. Hauptrunde bzw. Q1, Q2, Q3 = Ausscheiden in der 1. / 2. / 3. Qualifikationsrunde
1 Turnierresultat in Klammern bedeutet, dass der Spieler das Turnier noch nicht beendet hat; es zeigt seinen aktuellen Turnierstatus an. Nachdem der Spieler das Turnier beendet hat, wird die Klammer entfernt.

2 Stand: Karriereende